# きたきたきたよ
『きた きた きたよ』は、1962年4月10日から1966年3月14日までNHK教育テレビの『幼稚園・保育所の時間』で放送されていた教育番組である。

## 放送時間
いずれも日本標準時、別の時間帯での再放送あり。
- 火曜日 09:00 - 09:20 （1962年4月10日） - 初回のみこの時間帯で本放送。以後は再放送枠となる。
- 土曜日 10:40 - 11:00 （1962年4月14日 - 1964年3月21日） - 1964年3月28日の再放送もこの時間帯で実施。同年4月11日からは再放送枠として使用。
- 月曜日 09:40 - 10:00 （1964年4月6日 - 1966年3月14日）

## 出演者
- 関根信昭（1962年度 - 1963年度）
- 天地総子（1963年度）
- 花上晃（1964年度 - 1965年度）
- 木川能子（1964年度 - 1965年度）

## スタッフ
- 作：鳥山拡[要出典]、松谷みよ子[1]
- 作曲：岩河三郎[1]